# Christophe Graizon
Christophe Graizon, né le 2 décembre 1956 à Paris, journaliste, grand reporter, écrivain, scénariste a séjourné dans plus de soixante pays sur lesquels il a publié livres et articles. Depuis 2001, il travaille comme scénariste.

## Biographie
Après le Bac et une année d'Arts Plastiques, Christophe Graizon devient assistant de photographes de mode (parmi lesquels Steve Hiett). Il réalise ses premiers voyages (États-Unis, Hong Kong, Europe), et se fixe un an en  Guadeloupe où il travaille comme directeur artistique pour une société de presse et de communication.
À 25 ans, sur un coup de tête, il part traverser le Sahara à pied: 1200 kilomètres Nord-Sud, en solitaire, pendant 52 jours. Il publie son aventure dans Actuel et s'initie au grand reportage. Jusqu'à 40 ans, il ne cessera plus de voyager, guerre du Tchad (1983), Salvador, Nicaragua (1984), guerre Karens en Birmanie, etc.
En 1987, il est arrêté dans un État d'Inde interdit aux étrangers (le Tripura), où il s'est introduit illégalement. Les articles et photos qu'il publie à sa sortie de prison permettent d'extraire des enfants d'un camp de réfugiés où ils étaient promis à une mort certaine.
Christophe Graizon entretient d'étroites relations avec les associations humanitaires. Il réalise pour elles des campagnes de communication, rédige des pétitions internationales et des rapports de mission, parallèlement à son métier de journaliste.
En 1996, il se marie en Thaïlande avec Nessie Gitlis (fille du violoniste  Ivry Gitlis). La naissance de leur premier enfant, Basile, marque la fin des voyages à risque. Viendra ensuite leur second enfant, Lucie. Christophe Graizon passe alors de la vérité journalistique au réalisme fictionnel: il devient scénariste pour le cinéma et la télévision.

## Reportages de presse
Articles les plus saillants.
- J'ai traversé le Sahara à pied. Reportage pour Actuel (no 33-34, juillet-août 1982), Sipa Press.

- 72 enfants arrachés à la mort. Reportage pour Actuel (mars 1987), Le Figaro Magazine (no 13416 du 17 octobre 1987), Sipa Press.

- Les enfants exploités en Thaïlande. Reportage pour Actuel (no 14, février 1992).

- Reportage sur les écrivains voyageurs. Actuel (no 19-20, juillet-août 1992).

- Reportages sur le monde de la Mode. Actuel (no 41, mars 1983), Max (no 67, mars 1995), Photo (no 307, décembre 1993), GLMR.

## Communication
- Cofondateur de l'agence Com&Dia avec Patrick Robin spécialisée dans les œuvres sociales, écologiques et humanitaires, il travaille avec la Fondation Cousteau, AICF, Médecins du monde, Médecins sans frontières, Handicap International, L'Armée du salut, Frères des Hommes, etc.

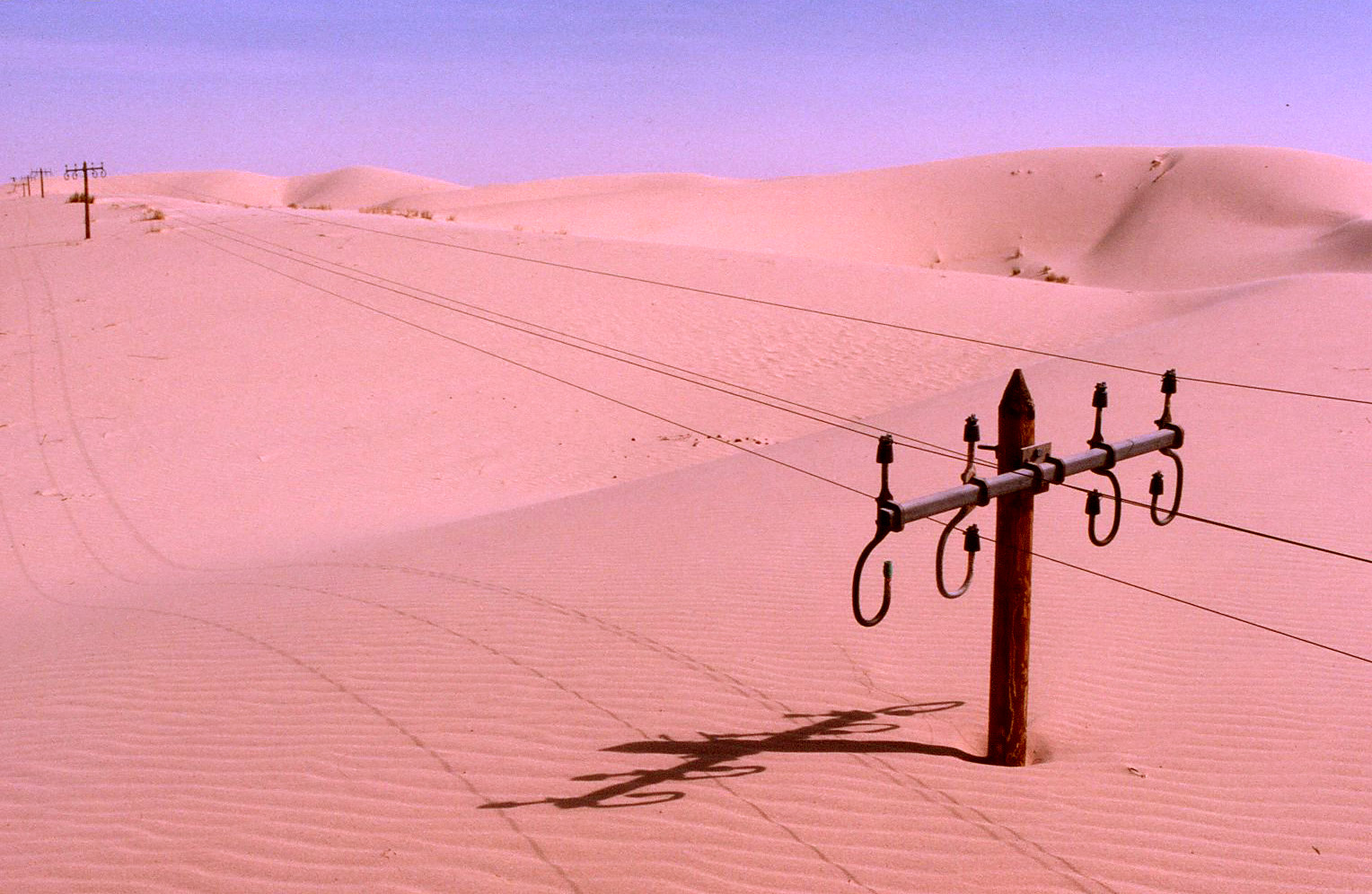

- Rapports de Missions sur la situation géopolitique et humanitaire dans plus de vingt pays (Honduras, Tanzanie, Croatie, Chili, Vietnam, Haïti, Liban...) pour des associations caritatives. Pétitions internationales (exemple: "Embargo sur les Larmes", texte paru dans Le Monde pour Partage (association), adopté comme résolution à l'Organisation des Nations unies pour mettre fin à l'embargo qui pénalisait les enfants et les femmes enceintes à Cuba et en Irak).

## Livres parus
- Guide des bouts du monde (Seuil)
- Paris mondial (Seuil)
- Sahara (Éditions Atlas)
- La tribu - vie et mœurs des top models et des faiseurs de mode (NiL Éditions)

## Scénarios de longs métrages
- Che Guevara - les années de jeunesse (Prod. Elizabeth Film, Dockers Film)
- Féroce (Prod. Tétramédia) Réalisé par Gilles de Maistre.
- Les Enragés (Prod. Dockers Film)
- Tourmentes - d'après La rose de fer de Brigitte Aubert (Coécriture. Prod Cinétévé)
- Fucking Business (Réécriture. Prod. C.K.F.D.)
- Trop loin (Prod. Tétramédia)
- Putsch - d'après Philippe Lobjois. (Prod.Tétramédia)
- Go with God (Réécriture. Prod. FRP)
- Un amour fou (Prod. Tétramédia)
- Apple Newton (Prod. Films du Triangle)
- La Présence (libre de droits)
- Grands Reporters (Prod. Mai-Juin pour Arte) réalisé par Gilles de Maistre, prix spécial du jury au festival du film tv à La Rochelle en 2009.
- Voir le pays du matin calme réalisé par Gilles de Maistre en 2011 (TV Arte).
- Jusqu'au bout du monde réalisé par Gilles de Maistre en 2012 (TV France 2).

## Théâtre
- Les Lois de la gravité (adapté du roman de Jean Teulé)

## Récompenses
- Prix spécial du jury au festival du film tv à La Rochelle en 2009 pour le docu-fiction  Grands Reporters (Prod. Mai-Juin pour Arte)